# Salinas de Oro
Salinas de Oro (em castelhano) ou Jaitz (em basco) é um município da Espanha na província e comunidade foral (autónoma) de Navarra. Tem 13,87 km² de área e em 2021 tinha 108 habitantes (densidade: 7,8 hab./km²).

## Demografia
| Variação demográfica do município entre 1991 e 2004 | Variação demográfica do município entre 1991 e 2004 | Variação demográfica do município entre 1991 e 2004 | Variação demográfica do município entre 1991 e 2004 |
| --------------------------------------------------- | --------------------------------------------------- | --------------------------------------------------- | --------------------------------------------------- |
| 1991                                                | 1996                                                | 2001                                                | 2004                                                |
| 103                                                 | 107                                                 | 105                                                 | 109                                                 |